# Mabel's Blunder
Mabel's Blunder é um filme mudo dos Estados Unidos de 1914 do gênero comédia, dirigido, escrito e estrelado por Mabel Normand.